# Silver Side Up
Silver Side Up je třetí studiové album kanadské rockové skupiny Nickelback. Album bylo vydáno dne 11. září 2001 přes vydavatelství Roadrunner Records. Na pomoc při nahrávání si skupina pozvala producenta Ricka Parashara, známého pro svou spolupráci se skupinami jako Temple of the Dog nebo Pearl Jam. Z tohoto alba pochází největší hit skupiny, "How You Remind Me", který přinesl skupině velký počet ocenění a celosvětovou popularitu. Album dosáhl # 2 v prestižním žebříčku Billboard 200 zaujal #1 v žebříčcích v Kanadě, v Irsku, na Novém Zélandu av Spojeném království. Kromě toho, že album v mnoha zemích získalo zlatou a platinovou desku, bylo v Kanadě oceněon 8x, v USA 6x, a ve Velké Británii a na Novém Zélandu 3× platinovou deskou. Album se také dostal na #26 v žebříčku magazínu Q v kategorii Recordings of The Year. Celkový počet prodaných kopií alba překročil 14,1 milionu kusů. V roce 2010 bylo album časopisem Billboard zařazen na #47 v žebříčku "200 nejlepších alb desetiletí".

## Psaní, nahrávání
Několik skladeb, které se objevily na albu byly nahrány už během nahrávání jejich předchozího alba The State z roku 1998 společně s producentem Dale Penerem. Skladby jako "Money Bought", "Where Do I Hide" či "Hangnail" byly prezentovány již během turné propagujícího předchozí album. Skupina pokračovala v práci na novém materiálu začátkem léta roku 2001. Nahrávání se konalo v prestižním studiu London Bridge Studio v Seattlu, kde nahrávali svá alba takové skupiny jako Alice in Chains, Soundgarden či Zakk Wylde. Nahrávání trvalo do konce června. Na album se nakonec dostalo 10 skladeb, z nichž jedna je nová verze skladby "Just For" z alba Curb z roku 1996.
Skupina pozvala k nahrání producenta Randyho Staub, který je známý spoluprací se skupinami jako Metallica nebo U2. Zvukovým inženýrem byl Joe Moi a jeho asistentem byl Pat Sharman. Nahrávání alba trvalo 5 měsíců. Mastering alba byl pověřen George Marino ve studiu Sterling Sound.

## Zvuk
Album Silver Side Up obsahuje prvku jižanského blues, hitového a melodického heavy metalu ve stylu úspěchů skupiny Metallica z období alb Load a ReLoad, a lze v něm slyšet i hard rock ve stylu skupiny Aerosmith a melodický post-grunge zvuk. V baladě "Good Times Gone" lze slyšet americký country rock, kde se představuje zpěvák Ian Thorney. Skupina si ale stále zachovává melodické kytarové riffy, spojené se sóly a jemnějšími refrény. V albu slyšet i větší vliv žánrů post-grunge a alternativní metal. Charakteristika skladeb na albu je poezie-refrén, a kontrast mezi klidnými a tichými verši a hlasitými, dynamickými, opakovanými refrény. Někteří recenzenti srovnávají sílu a dynamiku alba Silver Side Up s albem Appetite For Destruction od skupiny Guns N' Roses.

## Vydání, propagace, turné
Premiéra alba se konala dne 11. září 2001. O necelé dva týdny bylo album vydán ve Velké Británii. Pilotní singl alba byl "How You Remind Me". Skupina začíná turné a poprvé koncertuje v Evropě a Japonsku. Koncerty ve Spojených státech otevírá skupina Alice in Chains, která vystupuje jako host na koncertě v Rexall Place v Edmontonu v skladbě "It Is not Like That". Toto vystoupení bylo nahrané na DVD skupiny s názvem Live at Home. Celkově skupina během dvou let intenzivního koncertování zahrála 245 koncertů v Evropě a Asii. Bylo to první turné takové velikosti, které se až do vydání alba Silver Side Up konalo pouze v Kanadě. Turné bylo oficiálně rozděleno do devíti etap. První etapa začala dne 16. ledna koncertem ve Victorii s celkem 17 koncertů (16 v Kanadě a 1 v USA). První etapa skončila dne 6. února v Montréalu, druhá etapa začala dne 12. února koncertem v Londýně a celkově zahrnovala 23 koncertů po Evropě. Skončila v Mnichově dne 18. března. Poslední devátá etapa turné se konala v Evropě. Začala dne 20. listopadu koncertem v Hamburku a skončila 4. prosince koncertem v Dublinu v Irsku.

## Ohlasy
Album získalo obrovský úspěch. Pilotní singl "How You Remind Me" dosáhl # 1 v prestižním žebříčku Billboard Hot 100 a též vrcholové pozice v hitparádách mnoha zemí, mimo jiné v USA, v Kanadě, v Rakousku, v Dánsku, v Irsku a v Polsku. Singl se stal také nejhranějším rockovým singlem v rozhlasových stanicích po celém světě v roce 2002. Singl získal 2x platinu v Austrálii a zlato v Belgii, Rakousku, Německu, Švýcarsku, Velké Británii a ve Spojených státech. Samotné album dosáhlo # 1 v žebříčcích v Kanadě, Rakousku, Irsku a na Novém Zélandu. Dosáhlo také na # 2 v prestižním žebříčku Billboard 200. Album získalo 8× platinu v Kanadě za prodej 800,000 kopií a platinu v Austrálii, Rakousku a Nizozemsku. Album získalo také 3× platinu ve Velké Británii a také 6× platinu ve Spojených státech od asociace RIAA v dubnu roku 2005. Do 27. května 2006 se celosvětově prodalo více než 5 milionů kopií alba a do dnešního dne se prodej pohybuje nad 10 milióny kopií. Společně s albem All The Right Reasons se stalo nejlépe prodávajícím albem v historii skupiny Nickelback. Dne 28. února 2009 byl v USA zaznamenán prodej alba v hodnotě 5,398,200 kopií a 13. června 2009 se prodej zvýšil už na 5,421,137 kopií.

## Reedice
Dne 11. srpna 2005 vydavatelství Roadrunner Records vydalo reedici alba Silver Side Up s bonusovým DVD s koncertem Live at Home, které se objevilo na trhu 29. října 2002. Vydavatelství globálně vydalo reedici dne 11. srpna 2005. Dodatečně jsou na DVD zahrnuty multimediální materiály a videa skupiny. Zvuk koncertu byl nahrán ve formátu 5.1 Surround Sound. Na albu je jako bonus skladba "Hero" nahrána Chadem Kroegerem a Josey Scottem.

## Seznam skladeb
| #   | Titul                  | Text         | Hudba                  | Délka |
| --- | ---------------------- | ------------ | ---------------------- | ----- |
| 1.  | "Never Again"          | Chad Kroeger | Nickelback             | 4:22  |
| 2.  | "How You Remind Me"    | Chad Kroeger | Nickelback             | 3:43  |
| 3.  | "Woke Up This Morning" | Chad Kroeger | Nickelback             | 3:52  |
| 4.  | "Too Bad"              | Chad Kroeger | Nickelback             | 3:54  |
| 5.  | "Just For"             | Chad Kroeger | Nickelback / B.Kroeger | 4:03  |
| 6.  | "Hollywood"            | Chad Kroeger | Nickelback             | 3:04  |
| 7.  | "Money Bought"         | Chad Kroeger | Nickelback             | 3:24  |
| 8.  | "Where Do I Hide"      | Chad Kroeger | Nickelback             | 3:40  |
| 9.  | "Hangnail"             | Chad Kroeger | Nickelback             | 3:54  |
| 10. | "Good Times Gone"      | Chad Kroeger | Nickelback             | 5:20  |

### Limit Editon Bonus Track
| #   | Titul  | Text         | Hudba                             | Délka |
| --- | ------ | ------------ | --------------------------------- | ----- |
| 11. | "Hero" | Chad Kroeger | Ch.Kroeger / J.Scott / T.Connolly | 3:21  |

### Japan Edition Bonus Track
| #   | Titul                | Text         | Hudba      | Délka |
| --- | -------------------- | ------------ | ---------- | ----- |
| 12. | "Learn the Hard Way" | Chad Kroeger | Nickelback | 2:54  |

## Sestava
Nickelback
- Chad Kroeger - zpěv, doprovodná kytara, produkce
- Ryan Peake - sólová kytara, doprovodný zpěv
- Mike Kroeger - basová kytara
- Ryan Vikedal - bicí

Studioví hudebníci
- Ian Thornley - sólová kytara ve skladbě "Good Times Gone"

Produkce
- Nahrávání: duben - červen 2001 ve studiu Studio Green House ve Vancouveru, av Burnaby, Britská Kolumbie, av London Bridge Studio, Seattle, Washington
- Hudební producent: Chad Kroeger, Rick Parashar
- Realizátor nahrávání: Rick Parashar
- Mix: Randy Staub v Armour Studios ve Vancouveru
- Mastering: George Marino v Sterling Sound
- Zvukový inženýr: Joe Moi
- Asistent zvukového inženýra: Pat Sharman
- Digitální úprava: Geoff Ott
- Aranžování: Chad Kroeger, Ryan Peake, Mike Kroeger, Ryan Vikedal
- Fotografie: Daniel Moss
- Manažer: Bryan Coleman
- Pro Tools operátor: Alex Aligazakis
- Texty písní: Chad Kroeger
- Hudební vydavatelství: Roadrunner Records
- Návrh obalu: Nickelback

## Ocenění a nominace[22]

### Album
Juno Awards
| Rok  | Nominované dílo | Kategorie              | Výsledek |
| ---- | --------------- | ---------------------- | -------- |
| 2002 | Silver Side Up  | Rock Album of The Year | Vítěz    |

Doobie Awards
| Rok  | Nominované dílo | Kategorie       | Výsledek |
| ---- | --------------- | --------------- | -------- |
| 2002 | Silver Side Up  | Best Rock Album | Vítěz    |

Canadian Music Awards - Fan Choice
| Rok  | Nominované dílo | Kategorie             | Výsledek |
| ---- | --------------- | --------------------- | -------- |
| 2002 | Silver Side Up  | Choice Canadian Album | Vítěz    |

Doobie Awards
| Rok  | Nominované dílo | Kategorie                          | Výsledek |
| ---- | --------------- | ---------------------------------- | -------- |
| 2002 | Silver Side Up  | Best Rock Album - Established Band | Vítěz    |

Georgia Straight Music Awards
| Rok  | Nominované dílo | Kategorie             | Výsledek |
| ---- | --------------- | --------------------- | -------- |
| 2002 | Silver Side Up  | Favourite Canadian CD | Vítěz    |

Canadian Music Awards - Fan Choice
| Rok  | Nominované dílo | Kategorie             | Výsledek |
| ---- | --------------- | --------------------- | -------- |
| 2002 | Silver Side Up  | Choice Canadian Album | Vítěz    |

### Single
Billboard Awards
| Rok  | Nominované dílo     | Kategorie                                 | Výsledek |
| ---- | ------------------- | ----------------------------------------- | -------- |
| 2002 | "How You Remind Me" | Hot 100 Single of The Year                | Vítěz    |
| 2002 | "How You Remind Me" | Hot 100 Airplay Single of The Year        | Vítěz    |
| 2002 | "How You Remind Me" | Top 40 Track of The Year                  | Vítěz    |
| 2002 | "How You Remind Me" | Hot 100 Single of The Year By Duo / Group | Vítěz    |

Juno Awards
| Rok  | Nominované dílo     | Kategorie                                    | Výsledek |
| ---- | ------------------- | -------------------------------------------- | -------- |
| 2002 | "How You Remind Me" | Best Single                                  | Vítěz    |
| 2002 | "How You Remind Me" | Best Recording enginer - "How You Remind Me" | Vítěz    |

MuchMusic Video Awards
| Rok  | Nominované dílo     | Kategorie                | Výsledek |
| ---- | ------------------- | ------------------------ | -------- |
| 2002 | "Too Bad"           | Best Video               | Vítěz    |
| 2002 | "Too Bad"           | MuchLoud Best Rock Video | Vítěz    |
| 2002 | "How You Remind Me" | Best Rock Video          | Vítěz    |

MTV Video Music Awards
| Rok  | Nominované dílo     | Kategorie                          | Výsledek |
| ---- | ------------------- | ---------------------------------- | -------- |
| 2002 | "Hero"              | Best Video For a Film              | Vítěz    |
| 2002 | "How You Remind Me" | International Viewers Choice Award | Vítěz    |

MTV Europe Music Awards
| Rok  | Nominované dílo     | Kategorie   | Výsledek |
| ---- | ------------------- | ----------- | -------- |
| 2002 | "How You Remind Me" | Best Single | Nominace |

Kerrang Awards
| Rok  | Nominované dílo     | Kategorie   | Výsledek |
| ---- | ------------------- | ----------- | -------- |
| 2002 | "How You Remind Me" | Best Single | Nominace |

Grammy Awards
| Rok  | Nominované dílo     | Kategorie          | Výsledek |
| ---- | ------------------- | ------------------ | -------- |
| 2002 | "How You Remind Me" | Best Rock Song     | Nominace |
| 2003 | "How You Remind Me" | Record of The Year | Nominace |

Canadian Music Awards - Fan Choice
| Rok  | Nominované dílo     | Kategorie   | Výsledek |
| ---- | ------------------- | ----------- | -------- |
| 2002 | "How You Remind Me" | Choice Song | Vítěz    |

### Skupina
Juno Awards
| Rok  | Nominované dílo | Kategorie      | Výsledek |
| ---- | --------------- | -------------- | -------- |
| 2002 | Nickelback      | Best New Group | Vítěz    |

Canadian Music Awards - Fan Choice
| Rok  | Nominované dílo | Kategorie             | Výsledek |
| ---- | --------------- | --------------------- | -------- |
| 2002 | Nickelback      | Choice Canadian Group | Vítěz    |

Kerrang Awards
| Rok  | Nominované dílo | Kategorie              | Výsledek |
| ---- | --------------- | ---------------------- | -------- |
| 2002 | Nickelback      | Best Band In The World | Nominace |

Doobie Awards
| Rok  | Nominované dílo | Kategorie        | Výsledek |
| ---- | --------------- | ---------------- | -------- |
| 2002 | Nickelback      | Band of The Year | Vítěz    |

## Pozice v žebříčcích
| Žebříček (2001/2002)     | Vrcholová pozice | Zdroj  |
| ------------------------ | ---------------- | ------ |
| Canadian Albums Chart    | 1                | [ 3 ]  |
| Australian Albums Chart  | 5                | [ 23 ] |
| Austrian Albums Chart    | 1                | [ 24 ] |
| Belgium Albums Chart     | 2                | [ 25 ] |
| Danish Albums Chart      | 4                | [ 26 ] |
| Dutch Albums Chart       | 15               | [ 27 ] |
| Finnish Albums Chart     | 8                | [ 28 ] |
| French Albums Chart      | 15               | [ 29 ] |
| Irish Albums Chart       | 1                | [ 4 ]  |
| Italian Albums Chart     | 10               | [ 30 ] |
| Norwegian Albums Chart   | 13               | [ 31 ] |
| New Zealand Albums Chart | 1                | [ 5 ]  |
| Swedish Albums Chart     | 2                | [ 32 ] |
| Swiss Albums Chart       | 4                | [ 33 ] |
| UK Albums Chart          | 1                | [ 6 ]  |
| US Billboard 200         | 2                | [ 3 ]  |

| Země           | Certifikace | Zdroj  |
| -------------- | ----------- | ------ |
| Kanada         | 8× platina  | [ 7 ]  |
| Spojené štáty  | 6× platina  | [ 8 ]  |
| Velká Británie | 3× platina  |        |
| Nový Zéland    | 3× platina  |        |
| Austrálie      | 2× platina  | [ 34 ] |
| Rakúsko        | Platina     | [ 20 ] |
| Holandsko      | Platina     |        |
| Nemecko        | Platina     |        |
| Švajčiarsko    | Platina     |        |
| Írsko          | Platina     |        |
| Južná Afrika   | Platina     |        |
| Francúzsko     | Zlato       |        |
| Belgicko       | Zlato       |        |
| Dánsko         | Zlato       |        |
| Taliansko      | Zlato       |        |
| Portugalsko    | Zlato       |        |
| Švédsko        | Zlato       |        |